# François L'Huillier de Hoff
Pour les articles homonymes, voir L'Huillier.
François L'Huillier de Hoff, né le 24 janvier 1759 à Cuisery en Saône-et-Loire et mort le 8 mai 1837 à Orléans dans le Loiret, est un général français de la Révolution et de l’Empire.

## Biographie

### Début de carrière militaire
Il servit d'abord comme soldat dans le Régiment du Roi infanterie depuis le 19 mars jusqu'au 8 septembre 1786, époque à laquelle il obtint son congé et fit sur les côtes de l'Océan les campagnes de 1779 à 1783 sous les ordres du général Bouillé.
Lorsqu'une coalition vint menacer les frontières françaises, il s'empressa de reprendre les armes et fut nommé chef de bataillon, commandant le 8e bataillon de volontaires de Saône-et-Loire le 11 vendémiaire an II. Il fit à l'armée des Alpes la campagne de l'an II, et celles des ans III, IV et V à l'armée d'Italie.

### Soldat de la Révolution française
Désigné par le général en chef pour commander le 13e bataillon de grenadiers le 9 prairial an III, il se distingua à la tête de ce corps d'élite dont il conserva le commandement jusqu'au 1er nivôse an IV, époque à laquelle il rentra dans le 8e de Saône-et-Loire. Le 16 prairial suivant, incorporé dans la 85e demi-brigade d'infanterie, il continua de faire partie de l'armée d'Italie. Le 27 brumaire an V il combattit à Rivoli ; mais blessé d'un coup de feu à la jambe gauche, il tomba au pouvoir de l'ennemi et ne fut échangé que le 1er messidor suivant.
Embarqué avec l'armée expéditionnaire d'Orient, il fit en Égypte et en Syrie les guerres des ans VI à IX, se trouva à la descente de l'île de Goso (Malte), aux affaires d'Alexandrie les 14 et 17 messidor an VI, à la bataille des Pyramides le 3 messidor suivant, et fut dirigé sur Alexandrie d'où Marmont l'envoya à Rosette. Le 7 thermidor an VII il contribua à la bataille d'Aboukir, fut ensuite envoyé au Caire et plus tard au camp de Salahieh, qu'il ne quitta qu'après la violation de la convention d'El-Arich. Le 29 ventôse an VIII il se distingua à la bataille d'Héliopolis où les Turcs furent défaits.
Il se trouva à la prise du Caire le 7 floréal suivant, et fut nommé chef de brigade de la 75e demi-brigade de ligne par le général en chef Menou le 1er vendémiaire an IX. Le 18 ventôse de cette dernière année, un corps de 12 000 Anglais, sous le commandement du général Abercromby, débarqua à proximité d'Aboukir. L'Huillier, à la tête de la 75e, marcha à sa rencontre et engagea le combat. Il fut blessé le 30 du même mois à la bataille d'Alexandrie. Rentré en France par suite de la capitulation conclue le 12 fructidor an IX, il fut confirmé dans son grade de chef de brigade par arrêté des consuls du 16 messidor an X et fut employé au camp de Saint-Omer sous les ordres du maréchal Soult pendant les ans XII et XIII.
Nommé membre de la Légion d'honneur le 19 frimaire an XII, il devint officier de l'ordre le 25 prairial suivant et fut désigné pour faire partie du collège électoral du département de Saône-et-Loire.

### Au service de Napoléon
L'Huillier fit les campagnes d'Autriche, de Prusse et de Pologne de 1805 à 1807 et se fit notamment remarquer à Austerlitz où il fut blessé d'un coup de feu à la cuisse droite. L'Empereur le nomma commandeur de la Légion d'honneur le 25 décembre 1805 et chevalier de la Couronne de fer le 12 janvier 1807. 
Le 6 février suivant, à Hoff, il soutint pendant plusieurs heures un vif combat contre l'arrière-garde russe et y reçut un coup de feu à la poitrine. Sur le rapport qui fut fait de la conduite du colonel L'Huillier, l'Empereur le nomma général de brigade le 10 février 1807 pour être employé au 3e corps de la Grande Armée.
Créé baron de l'Empire par décret du 26 octobre 1808, il prit part aux opérations de l'armée d'Allemagne pendant la guerre de 1809. Promu au grade de général de division le 31 juillet 1811, et désigné pour être employé à l'armée du Midi en Espagne, cette désignation n'eut pas de suite, et le 10 septembre de la même année il fut appelé au commandement de la 11e division militaire (Bayonne) qu'il conserva jusqu'en 1814.

### Fin de carrière
Nommé chevalier de Saint-Louis par Louis XVIII le 14 novembre, il fut admis à la retraite le 24 décembre de la même année et fut créé grand officier de la Légion d'honneur le 17 janvier 1815. Lors de son retour de l'île d'Elbe, Napoléon lui confia le commandement de la 10e division militaire (Toulouse) par décret du 21 mai. À la Seconde Restauration, une ordonnance royale du 26 juillet remplaça le général L'Huillier et le mit à la retraite à compter du 1er janvier 1816.
Le gouvernement, par une ordonnance du 12 février 1817, insérée au Bulletin des Lois, 7e série, t. IV, page 144, autorisa le général L'Huillier à s'appeler dorénavant L'Huillier de Hoff. Il mourut à Orléans le 8 mai 1837.